# احمدرضا دستغیب (نماینده مجلس، زاده ۱۳۴۳)
سیداحمدرضا دستغیب (زادهٔ ۱۳۴۳ در شیراز) سیاستمدار ایرانی و عضو شورای شهر شیراز است.

## سوابق
دستغیب نمایندهٔ حوزهٔ انتخابیهٔ شیراز در دورهٔ هشتم مجلس شورای اسلامی بوده‌است. 

## کارزار انتخاباتی
| سال       | انتخابات                   | رأی     | ٪ | رتبه | نتیجه              |
| --------- | -------------------------- | ------- | - | ---- | ------------------ |
| ۱۳۸۷–۱۳۸۶ | مجلس شورای اسلامی          | ۴۶،۰۲۴  |   | ۵    | راهیابی به دور دوم |
| ۱۳۸۷–۱۳۸۶ | دور دوم مجلس شورای اسلامی  | ۵۲،۵۳۳  |   | ۴    | پیروزی             |
| ۱۳۹۶      | شوراهای اسلامی شهر و روستا | ۱۰۱،۶۰۹ |   | ۱    | پیروزی             |